# Stylaster hattorii
Stylaster hattorii is een hydroïdpoliep uit de familie Stylasteridae. De poliep komt uit het geslacht Stylaster. Stylaster hattorii werd in 1968 voor het eerst wetenschappelijk beschreven door Eguchi. 